# Стариков, Лев Алексеевич
Лев Алексеевич Ста́риков (род. 17 сентября 2000, Казань) — российский хоккеист, защитник новокузнецкого «Металлурга».

## Карьера
Лев Стариков является воспитанником школы казанского «Ак Барса», за который начал выступать на уровне первенства России среди юношей по региону — Поволжье. В 2015 году хоккеист переехал в Уфу, где заканчивал свои выступления на юношеском уровне в составе выпускников школы «Салавата Юлаева». По выпуску подписал свой первый профессиональный контракт с клубом и дебютировал на уровне МХЛ в составе уфимского «Толпара». По окончании сезона молодой хоккеист принял решение продолжить свою карьеру за океаном.
С 2017 по 2020 годы Лев Стариков выступал в составе канадского клуба «Уинсор Спитфайрз», на уровне Хоккейной лиги Онтарио (OHL), а также за американский клуб «Де-Мойн Баккэнир», на уровне Главной юниорской хоккейной лиги США (USHL). В общей сложности, за вышеуказанный период времени, провёл свыше ста матчей, после чего вернулся на родину.
В августе 2020 года подписал годичный контракт с китайским хоккейным клубом «Куньлунь Ред Стар», который в связи с эпидемиологической обстановкой в Мире вынужден провести сезон 2020/2021 в подмосковных Мытищах. 4 сентября 2020 года, в составе «Куньлуня», дебютировал в КХЛ, в гостевой игре против магнитогорского «Металлурга». 27 ноября 2020 года, в домашнем матче против новосибирской «Сибири», забросил свою первую шайбу на уровне КХЛ, которая же и стала победной в матче. Всего, в составе драконов, Лев Стариков провёл 49 матчей, а также сыграл 2 матча за аффилированный клуб «Тамбов», выступающий на уровне высшей хоккейной лиги.
Летом 2021 года Лев Стариков подписал просмотровый контракт с казанским «Ак Барсом», а спустя время подписал и полноценный, двусторонний контракт, рассчитанный до 2023 года. Выступая за фарм-клуб «Барс» в ВХЛ, набрав 13 (2+11) очков за 66 игр. 1 июля 2023 года заключил двусторонний контракт с московским «Спартаком» на два года. 31 декабря 2023 года стал игроком «Югры». 17 июля 2024 года перешёл в новокузнецкий «Металлург».